# Trynek (Gliwice)

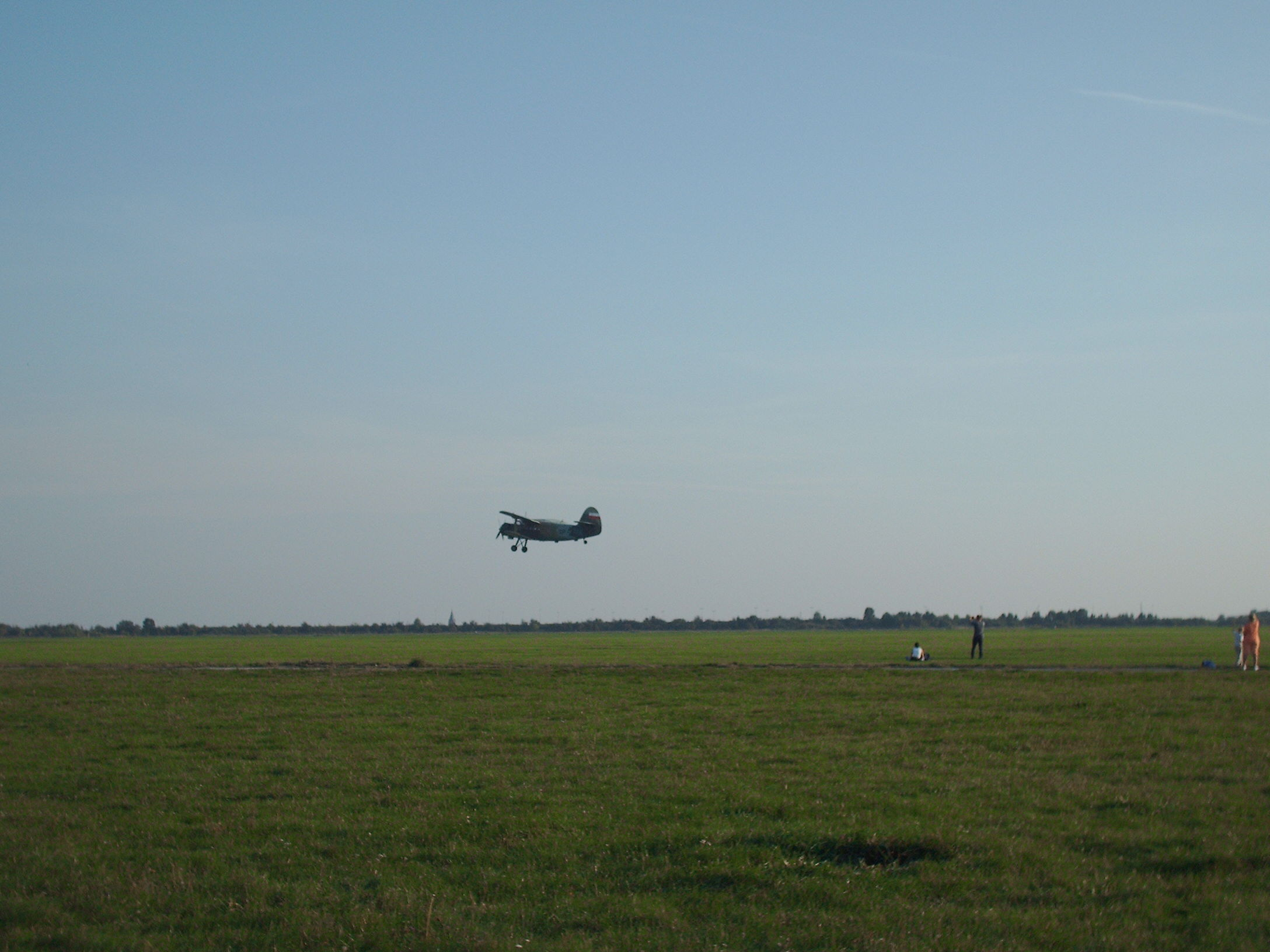
Trynek - Lotnisko

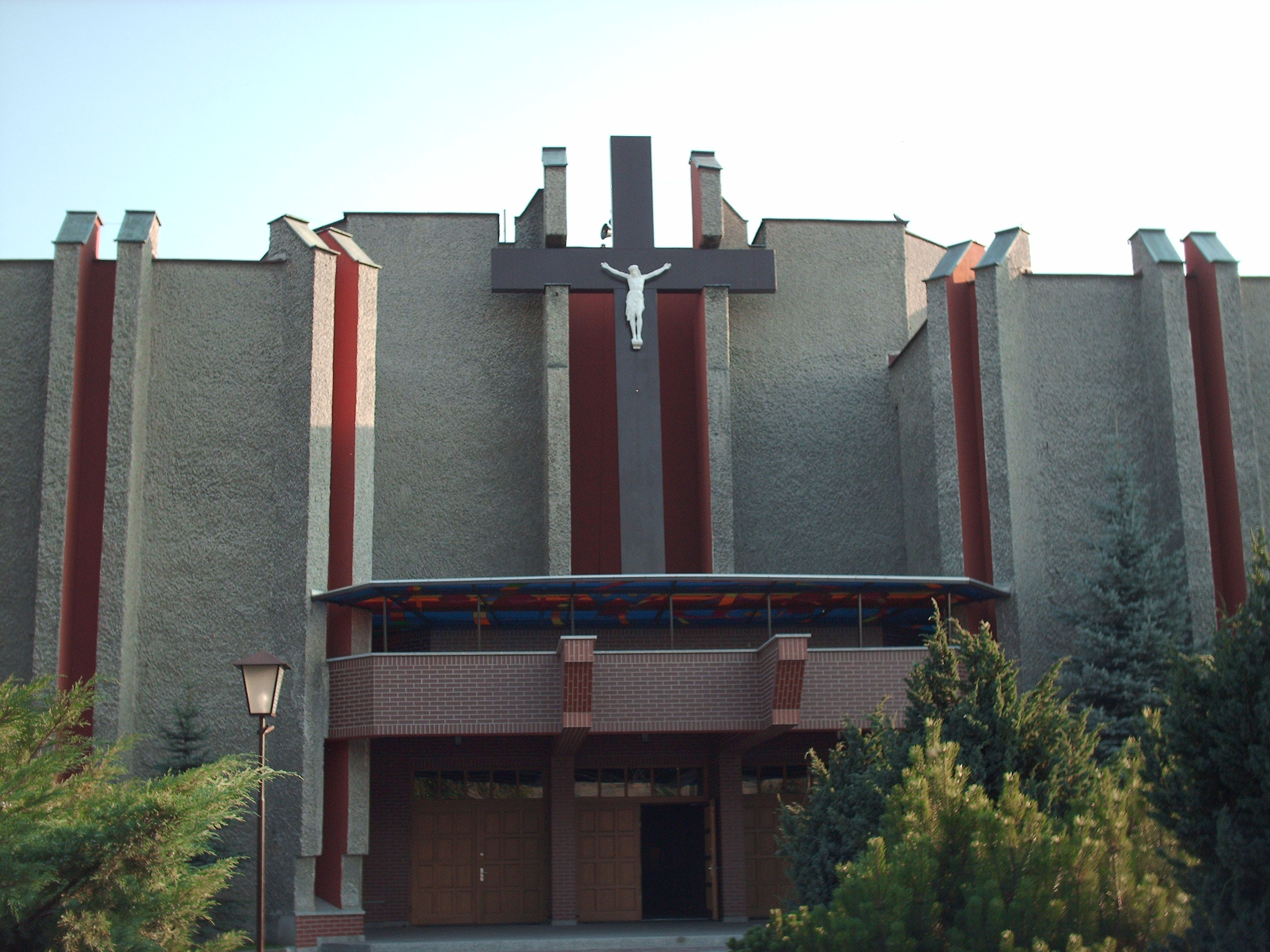
Trynek - Kościół Matki Boskiej Częstochowskiej

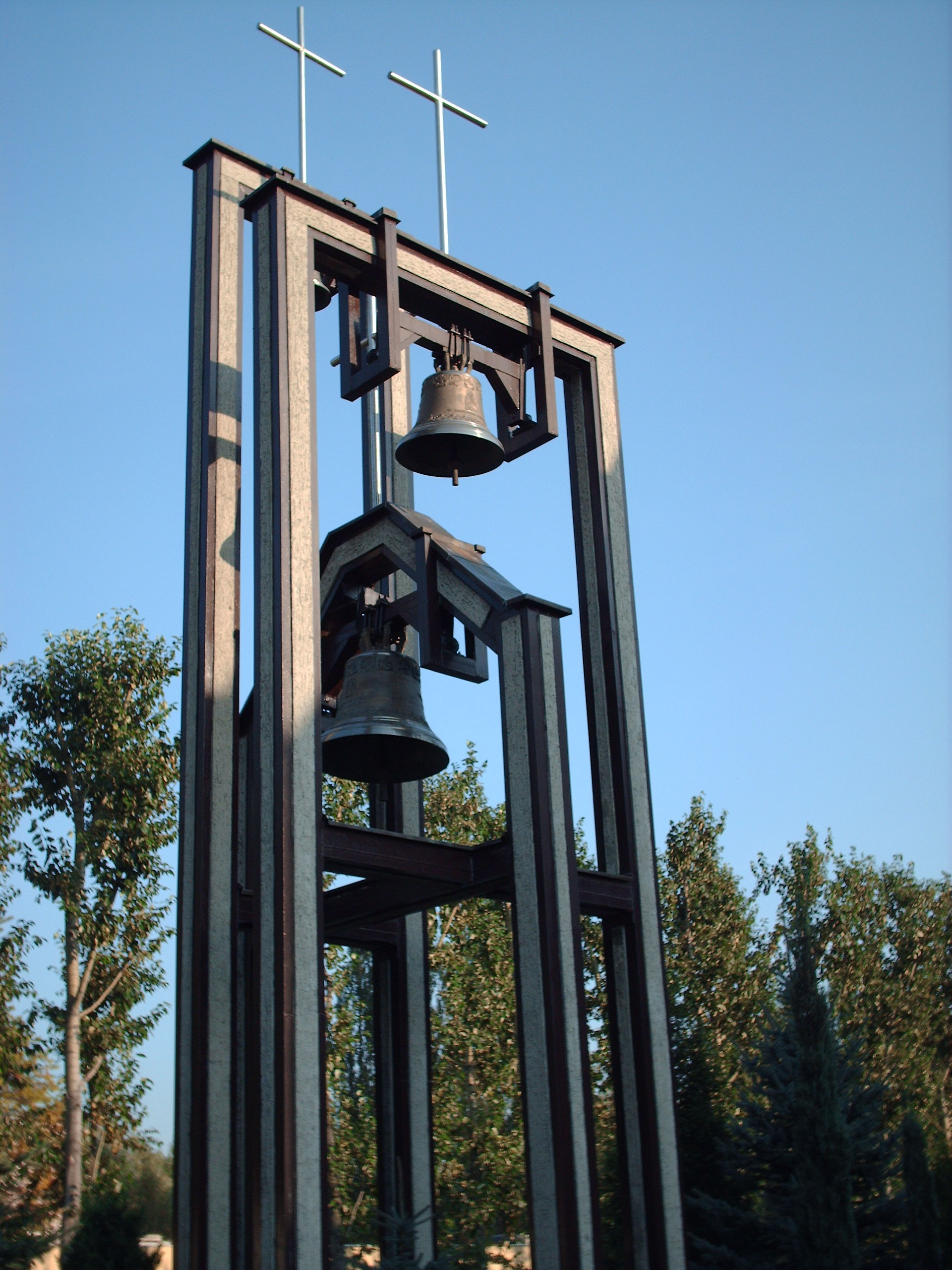
Trynek - Dzwony kościoła Matki Boskiej Częstochowskiej

Trynek (niem. Trynek, Trynnek oraz najmłodsza Trinneck) – dzielnica miasta Gliwice od 1887 roku.
Na terenie dzielnicy znajduje się lotnisko sportowe Aeroklubu Gliwickiego oraz dawne osiedle mieszkaniowe Żwirki i Wigury.

## Nazwa
Nazwa prawdopodobnie wywodzi się od niemieckiego: Die Tränke czyli wodopój.
Nazwa Trynek odnosi się dziś oficjalnie wyłącznie do nowych osiedli zbudowanych na południe od ul. Pszczyńskiej. Jednakże ludność autochtoniczna używa jej głównie na określenie okolic ulicy Pszczyńskiej oraz Bojkowskiej, co zostało poświadczone jeszcze na pierwszym polskim planie miasta z 1945 roku, gdzie Trynek to także nazwa jednej z uliczek w okolicach ul. Pszczyńskiej (dziś uliczka ta nosi nazwę Sobótki). 

## Historia
Pierwsza wzmianka o Trynku (na Trinku) pojawia się w 1482 roku.
Dawna wieś była usytuowana wzdłuż ulicy Pszczyńskiej (od obecnej ul. Nowy Świat do ul. Bojkowskiej). Wieś nie miała własnego kościoła, posiadała jednak kaplicę spaloną przez Sowietów w roku 1945.
Kalendarium:
- W 1887 roku Trynek (wzdłuż ul. Pszczyńskiej, wówczas Przyszowskiej - Preiswitzer Strasse) przyłączono do Gliwic.
- W 1899 roku uruchomiono pierwszy odcinek linii wąskotorowej Gliwice-Racibórz ze stacji Gliwice-Trynek do stacji Rudy, w 1991 linia została zlikwidowana.
- W 1912 roku uruchomiono już nieistniejącą Kopalnię Węgla Kamiennego Gliwice, a w 1916 także nieistniejącą Koksownię Gliwice.
- W 1925 roku otwarto lotnisko pasażerskie.
- W latach 1938–39 powstała kolonia górnicza wzdłuż ul. Dzierżona i ul. Jasnej. Na Trynku była czynna duża cegielnia.
- Po II wojnie światowej powstały osiedla mieszkaniowe Trynek A oraz Trynek B, a od roku 1974 do lat 80. XX w. powstało osiedle mieszkaniowe Franciszka Zubrzyckiego (późniejsze Żwirki i Wigury.
- 6 października 1991 roku odbyła się konsekracja kościoła Matki Boskiej Częstochowskiej przez ks. bpa Gerarda Kusza.
- W 1999 roku na płycie lotniska odbyła się wizyta papieża Jana Pawła II. Początkowo miała się odbyć 15 czerwca ale z powodu choroby została przełożona na 17 czerwca. W tych dwóch dniach zgromadziło się ponad pół miliona wiernych.
- W 2005 roku powstał projekt Nowe Gliwice. Założeniem projektu było przekształcanie terenów poprzemysłowych w strefę przedsiębiorczości. Na terenach zlikwidowanej Kopalni Węgla Kamiennego Gliwice przy ul. Bojkowskiej powstała Gliwicka Wyższa Szkoła Przedsiębiorczości.

## Edukacja
Szkoły podstawowe:
- Szkoła Podstawowa Numer 5
- Szkoła Podstawowa Numer 16

Gimnazja:
- Gimnazjum Numer 4
- Prywatne Gimnazjum Filomata

Licea:
- Prywatne Liceum Filomata

Szkoły zawodowe:
- Zespół Szkół Samochodowych im. gen. Stefana Roweckiego "Grota"
- Zespół Szkół Ponadgimnazjalnych im. Unii Europejskiej
- Zespół Szkół Budowlano - Ceramicznych

Szkoły wyższe:
- Gliwicka Wyższa Szkoła Przedsiębiorczości

## Kościoły i kaplice
Kościoły rzymskokatolickie:
- Kościół Matki Boskiej Częstochowskiej

## Cmentarze

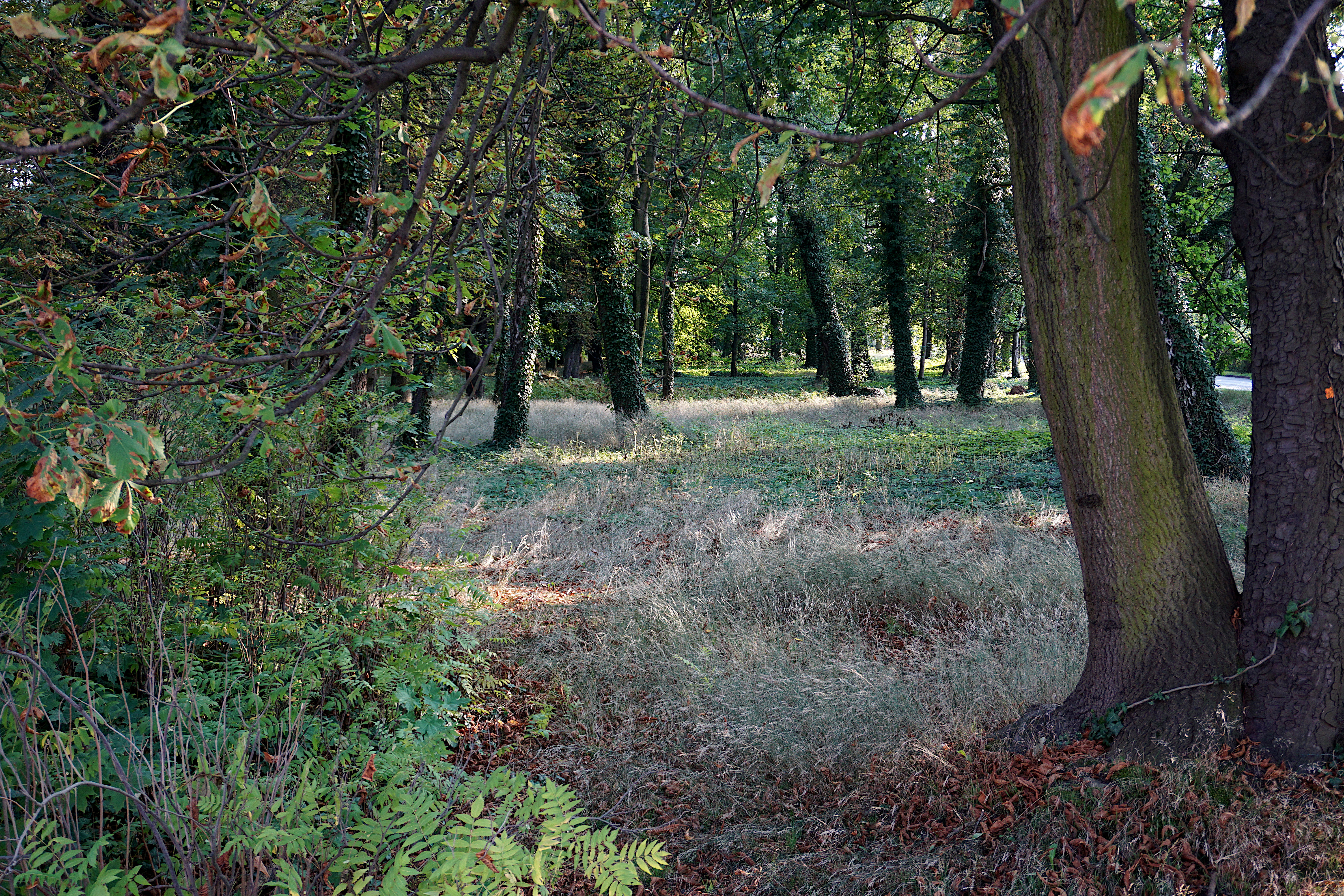
Cmentarz przy zbiegu ulic Kopalnianej i Pszczyńskiej we wrześniu 2020. Wkrótce ma tu powstać park

- Cmentarz Trynecki (założony w 1887 r., zamknięty w 1958 r.[3])

## Transport
Wzdłuż części granic dzielnicy przebiega autostrada A4, droga krajowa nr 44 i droga krajowa nr 78.